# ECHO (Европейска комисия)
Дирекция „Хуманитарна помощ и гражданска защита“ на Европейската комисия – ECHO, (на английски: The European Commission's Humanitarian Aid and Civil Protection department (ECHO)), по-рано известна като Служба на Европейската общност за хуманитарна помощ (European Community Humanitarian Aid Office), е звеното на Европейската комисия, което отговаря за международната хуманитарна помощ и гражданската защита.
През 2013 г. Европейският съюз е предоставил чрез ECHO 1,35 млрд. EUR спешна помощ. ЕС е вторият по големина донор на хуманитарна помощ през всяка година от 2000 г. насам (наличните данни са до 2012 г.). Заедно със своите държави членки той е най-големият донор на хуманитарна помощ в света, като през 2009 г. е осигурил над 50 % от общата хуманитарна помощ. Финансираните от ECHO проекти засягат повече от 120 милиона души в 90 държави годишно.
При своите хуманитарни интервенции ECHO не изпълнява самостоятелно програми за помощ, а финансира операции чрез мрежа от повече от 200 партньори (неправителствени организации, агенции на ООН и международни организации като движението на Червения кръст и Червения полумесец). През 2013 г. ECHO има 44 местни служби в 39 държави със 149 международни хуманитарни експерти и 315 служители на национално равнище. Местните служби осигуряват актуален анализ на съществуващите и прогнозните нужди в дадена държава или регион, допринасят за разработването на стратегии за интервенция и развитие на политики, предоставят техническа помощ за финансирани от ECHO операции и осигуряват адекватен мониторинг на тези интервенции, като улесняват координацията на донорите на местно равнище.
Освен че осигурява финансиране за хуманитарната помощ, ECHO отговаря и за Механизма за гражданска защита на ЕС. Създаденият през 2001 г. механизъм насърчава сътрудничеството между националните органи за гражданска защита в цяла Европа. 31 държави са членки на механизма; всичките 28 държави, членки на ЕС, както и Исландия, Норвегия и Република Македония. Целта на установяването на механизма е да се създаде възможност за координиране на помощта от участващите държави към жертвите на природни и причинени от човека бедствия в Европа и на други места.
След като през 2012 г. ЕС е отличен с Нобелова награда за мир, Комисията „Барозу“ прие паричната награда от името на ЕС и я предостави за нова инициатива, наречена „Деца на мира“. През 2013 г. за проекта „Деца на мира“ са отпуснати около 2 млн. EUR. Тази сума е увеличена на 4 млн. EUR през 2014 г. .

## История
Службата на Европейската общност за хуманитарна помощ (ECHO) е създадена през 1992 г. от втората комисия на Делор. С прекратяването на съществуването на Европейската общност през 2009 г. Службата започва да се нарича отдел „Хуманитарна помощ“ на Европейската комисия или на Европейския съюз, но запазва съкращението ECHO.
Назначаването на нов член на Комисията през 2010 г. с портфолио, обхващащо международното сътрудничество, хуманитарната помощ и реакцията при кризи, е в съответствие с членове 214 и 196 от Договора от Лисабон, където хуманитарната помощ и гражданската защита имат трайна роля. Официалното наименование на ECHO е променено на Генерална дирекция „Хуманитарна помощ и гражданска защита“. Преобразуването на ECHO включва прехвърляне на звено „Гражданска защита“ от ГД „Околна среда“ в ГД „Хуманитарна помощ и гражданска защита“. Преобразуването се смята за стъпка напред към установяването на по-добро сътрудничество и подобряване на процеса на вземане на решения в област, където бързата реакция е от животоспасяващо значение.
Механизмът за гражданска защита на ЕС обуславя и откриването на новия Координационен център за реагиране при извънредни ситуации (ERCC), център за гражданска защита за наблюдение на бедствия и повишаване на готовността и устойчивостта на застрашени от бедствия държави. Механизмът за гражданска защита е задействан последно при наводненията в Босна и Херцеговина и Сърбия.

## Мандат и принципи
В областта на хуманитарната помощ мандатът на ECHO е да осигурява спешно подпомагане и помощ (под формата на стоки и услуги) за жертвите на конфликти и природни или причинени от човека бедствия извън ЕС. Този мандат обхваща също така и предотвратяване на бедствия и следкризисни операции.
Европейската хуманитарна помощ се основава на хуманитарните принципи на хуманност, неутралност, безпристрастност и независимост. Затова нейното осъществяване зависи от прилагането на международното хуманитарно право (МХП).
- Хуманността означава да се работи за намаляване на човешкото страдание във всичките му форми, като се обръща специално внимание на най-уязвимите хора.
- Неутралността означава хуманитарната помощ да не облагодетелства никоя страна във въоръжен конфликт или друг спор.
- Безпристрастността означава хуманитарната помощ да се предоставя единствено въз основа на нуждите, без дискриминация.
- Независимостта означава хуманитарните цели да не зависят от политически, икономически, военни или други цели.

През 2007 г. по инициатива на комисар Луи Мишел Европейската комисия прие „Европейски консенсус относно хуманитарната помощ“, който представлява първият европейски политически референтен текст в областта на хуманитарната помощ. В изготвянето на Европейския консенсус активно участват неправителствени организации и той може да се смята за „най-изчерпателния текст и най-близката обща позиция на неправителствените организации“. Европейският консенсус утвърждава хуманитарните принципи на хуманност, безпристрастност, неутралност и независимост. В него също така се посочва, че „хуманитарната помощ не е управленски инструмент за управление на кризи“.
През 2012 г. ECHO изготви първите изменения по Консенсуса от неговото създаване, като подчерта необходимостта от по-силни партньорства чрез качествен избор на партньори и осигуряване на по-добра отчетност пред гражданите и заинтересованите страни.
Отново през 2012 г. ECHO и други донори работиха съвместно с Постоянния междуведомствен комитет (IASC) по създаването на Програма за преобразуване. За да се подобри бързината, ефективността и ефикасността на хуманитарната реакция, бяха договорени принципите на хуманитарно лидерство, отчетност и координация. Освен това е прието гражданската защита да бъде включена в мандата на ECHO, за да се гарантира по-добрата защита при бедствия и сътрудничеството между трети страни и държави от региона и международни организации.

## Законодателство
От влизането в сила на Договора от Лисабон дейността на Европейския съюз в областта на хуманитарната помощ се урежда от член 214 от Договора за функционирането на Европейския съюз. Хуманитарната помощ е споделена паралелна компетентност: това означава, че Съюзът провежда автономна политика, която не пречи на държавите членки да упражняват своите компетенции и същевременно не отрежда на политиката на Съюза само „допълваща“ роля към политиките на държавите членки.
Дотогава хуманитарната помощ се основаваше по подразбиране на член 179 от Договора за ЕО (политика за развитие). Тя е част от портфолиото на комисаря по развитието, първо Луи Мишел, а след това Карел де Гухт по време на Комисията „Барозу I“. С Договора от Лисабон за първи път хуманитарната помощ се въвежда като самостоятелна политика в Договора за ЕС.
Съгласно дефиницията в член 214, операциите на ЕС в областта на хуманитарната помощ имат за цел оказване в отделни случаи на съдействие и помощ на населението на трети страни, жертва на природни или предизвикани от човека бедствия. Член 214 също така утвърждава принципите на хуманитарната помощ, а именно зачитане на международното право и принципите на хуманност, безпристрастност, неутралитет и недискриминация.
През 2013 г. Комисията прие ново законодателство относно Механизма за гражданска защита на ЕС, който осигурява по-добра координация и подкрепа за подобряване на ефективността на превенцията, подготовката и системите за реагиране при бедствия. Чрез законодателството се създава обединение на доброволна основа от възможности и материали за реагиране, за които е поет предварителен ангажимент, мрежа за обучение на екипите за първоначално реагиране, както и нов подход за управление на риска от бедствия с участието на 31 държави.
С Договора от Лисабон също така е създаден Европейски доброволен корпус за хуманитарна помощ (член 214 от Договора за функционирането на ЕС), който позволява на европейците, които желаят да вземат пряко участие в хуманитарни действия, да се присъединят.

## Доброволци
Европейската комисия представи инициатива за създаването на повече от 18 000 позиции за граждани, които могат да бъдат изпълнявани на доброволческа основа в световен мащаб в хуманитарни ситуации през периода 2014 – 2020 г. Инициативата предвижда доброволците да се обучават заедно в рамките на европейска програма за обучение, преди да бъдат ангажирани от сертифицирани хуманитарни организации. Договорена е финансова подкрепа, насочена към изграждането на устойчивост и капацитет за гражданска защита, за пет пилотни проекта с участието на около 150 доброволци през 2012 г.
Европейският парламент (ЕП) гласува в подкрепа на инициативата през февруари 2014 г. Доброволческите позиции включват участие във финансирани от ЕС хуманитарни операции в цял свят, работа в хуманитарни организации в ЕС, както и онлайн подпомагане на операции от дома.
Участващите НПО преминават процес на сертифициране, за да се гарантира, че те отговарят на европейските стандарти за управление на доброволци.

## Бюджет
Бюджетът за помощ на ECHO през 2013 г. e по-малко от един процент от целия бюджет на ЕС. Освен това Европейската комисия използва своя резерв за спешна помощ, за да реагира на кризи и неочаквани бедствия. През 2013 г. общият размер на бюджета и резерва е 1,35 млрд. EUR. Що се отнася до хуманитарната помощ, ECHO предостави хуманитарна помощ на над 124 милиона души в 90 държави, които не са членки на ЕС, за 39 от които е установено, че се намират в кризисна ситуация. По отношение на гражданската защита през 2013 г. механизмът за гражданска защита е задействан 36 пъти за кризи в и извън ЕС.
Най-големият дял от финансирането е за храни и изхранване (40 %). Осигуряването на здравеопазване и медицина (включително оказване на психосоциална подкрепа) (13 %), вода и канализация (13 %), подслон (19 %) и защита (7 %) са другите основни области на дейност. 3 % от бюджета за 2013 г. са разпределени от ECHO за готовност при бедствия, като този дял е по-нисък в сравнение с 2012 г. Cредствата за гражданска защита съставляват 2 % от бюджета.
През 2013 г. 40 % от бюджета са използвани за Африка, 18 % за Азия, Латинска Америка, Карибите и Тихоокеанския басейн и 32 % за Близкия изток и Средиземноморието.
Помощта за развитие достигна най-високия си размер в исторически план през 2010 г. Заедно с помощта, която се предоставя самостоятелно от държавите членки, Съюзът е най-големият донор на помощи в света. От 9,8 млрд. EUR хуманитарна помощ, предоставена в световен мащаб през 2010 г., около 41 % са осигурени от ЕС.
Приетият бюджет за 2014 г. предвижда почти 1 млрд. EUR поети задължения за хуманитарна помощ и гражданска защита.

## Стратегия
Мандатът на ECHO включва спасяване и запазване на човешки живот в извънредни ситуации и непосредствено след извънредни ситуации, независимо дали те са причинени от природата, или от човека. Следвайки тези принципи, Комисията се ангажира да подготвя всяка година стратегия, за да координира и планира ефективно и по подходящ начин дейностите по програмата, като възприема безпристрастен подход, основан на нуждите.
През 2013 г. ECHO планира да насочи своята хуманитарна помощ към около 90 държави. Идентифицирани са пет най-големи хуманитарни операции, като например в региона Сахел в Западна Африка, включително допълнителна реакция за конфликта в Мали (82 млн. EUR), Судан и Южен Судан (80 млн. EUR), Демократична република Конго (54 млн. EUR), Пакистан (42 млн. EUR) и Сомалия (40 млн. EUR). Освен това 40 % от хуманитарната помощ на ECHO са предназначени за Африка на юг от Сахара.
Бюджетът на резерва е използван, за да се реагира на големите хуманитарни кризи в Сирия, Мали, Сахел, Южен Судан, Демократична република Конго, Мианмар и последиците от на Филипините. ECHO предоставя средства и за забравени кризи, като например в Бангладеш, Колумбия, Йемен, Алжир, Пакистан и Мианмар.

## Обществено мнение
Проведеното през 2012 г. специално проучване на Евробарометър относно хуманитарната помощ разкрива голямата солидарност, която европейските граждани изпитват към жертвите на конфликти и природни бедствия извън техните граници, като 9 от 10 граждани смятат, че „е важно ЕС да финансира предоставянето на хуманитарна помощ извън своите граници“, а 8 от 10 смятат, че „координираните действия за гражданска защита на ЕС са по-ефективни от действията на отделните държави“.